# Gunnhildur Yrsa Jónsdóttir
Gunnhildur Yrsa Jónsdóttir (* 28. September 1988 in Garðabær) ist eine isländische Fußballspielerin, die seit 2025 in der kanadischen Northern Super League für den Halifax Tides FC spielt. Von 2013 bis 2023 spielte sie für die isländische Fußballnationalmannschaft der Frauen.

## Karriere

### Vereine
Gunnhildur begann 2003 ihre Karriere bei UMF Stjarnan in der Pepsideild kvenna. 2010 wurde sie Kapitänin der Mannschaft und führte diese 2011 zu ihren ersten Meisterschaft. Zudem gewannen sie 2012 erstmals den Pokal, wobei sie im Finale gegen Valur Reykjavík das einzige Tor erzielte. Zudem führte sie ihre Mannschaft zum Super-Cup-Sieg 2012. Am 26. September 2012 bestritt sie im Sechzehntelfinale der UEFA Women’s Champions League 2012/13 gegen den russischen Vizemeister FC Sorki Krasnogorsk ihr bisher einziges CL-Spiel. Bereits in der 37. Minute erhielt sie die Gelb-Rote Karte. Das Spiel blieb torlos und nach einem 1:3 im Rückspiel, für das sie gesperrt war, schieden die Isländerinnen aus.
2013 wechselte sie nach Norwegen und spielte in der Toppserien für Arna-Bjørnar, Grand Bodø IK, Stabæk und Vålerenga, konnte aber mit keinem dieser Vereine einen Titel gewinnen. 2018 wechselte sie in die USA und spielte in der National Women’s Soccer League 2018 für Utah Royals FC. Als Fünftplatzierte verpassten die Royals die NWSL Championship Play-offs. Nach dem Ende der Saison wurde sie an den australischen Verein Adelaide United verliehen. Auch hier verpasste sie mit ihrer Mannschaft – diesmal als Sechste – die Finalrunde der besten vier Mannschaften. Auch in der National Women’s Soccer League 2019 reichte es nur zum sechsten Platz. Nachdem die Royals sich Ende 2020 aus der Liga zurückzogen, wurde sie wie die meisten Mitspielerinnen an den neuen Verein Kansas City NWSL transferiert, aber Ende Januar 2021 an Orlando Pride im Tausch für eine andere Spielerin abgegeben.
Am 24. Januar 2023 gab ihr Verein bekannt, dass Gunnhildur und ihre Frau Erin McLeod, die sie am 2. Januar geheiratet hatte, nach Island zu ihrem ersten Verein UMF Stjarnan zurückkehren würden. Neben ihrer Tätigkeit als Spielerin ist sie Trainerin für Behinderte in Stjörnunna und Ösp und wurde im Januar 2024 als „Trainerin des Jahres“ ausgezeichnet.
Im Februar 2025 erhielt sie einen Vertrag bei Halifax Tides FC für die erste Saison der Northern Super League.

### Nationalmannschaften
2004 nahm sie mit der U-17-Mannschaft am Nordic Cup teil, konnte aber in der Gruppenphase nur beim 2:2 gegen Norwegen einen Punkt gewinnen. Die Spiele gegen Deutschland und Schweden wurden mit 0:7 bzw. 0:6 verloren. Das Spiel um Platz 7 gegen Finnland wurde aber mit 3:2 gewonnen. Im September nahm sie mit der U-19-Mannschaft an der ersten Qualifikationsrunde zur U-19-Fußball-Europameisterschaft der Frauen 2005 teil, verlor aber die drei Spiele gegen Griechenland (0:4), Irland (0:1) und die Schweiz (1:4).
Am 26. Oktober 2011 kam die Kapitänin des isländischen Meisters und Liga-Spielerin des Jahres zu ihrem ersten Einsatz in der isländischen A-Nationalmannschaft, als sie im letzten Spiel des Jahres beim 2:0-Auswärtssieg gegen Nordirland im Rahmen der Qualifikation für die EM 2013 in der 89. Minute für Hólmfríður Magnúsdóttir eingewechselt wurde. Ende Februar/Anfang März 2012 nahm sie mit der Mannschaft am Algarve-Cup 2012 teil, bei dem die Isländerinnen den sechsten Platz belegten. Dabei hatte sie im ersten Spiel bei der 0:1-Niederlage gegen Deutschland ihren ersten Startelfeinsatz, wurde aber nach 63 Minuten als erste Spielerin ausgewechselt. In den beiden folgenden Gruppenspielen gegen Schweden und China wurde sie jeweils eingewechselt und im Spiel um Platz 5 gegen Dänemark spielte sie erstmals über 90 Minuten. Auch am Algarve-Cup 2013 nahm sie teil, wo nach drei Niederlagen in den Gruppenspielen das Spiel um Platz 9 gegen Ungarn mit 4:1 gewonnen wurde. Für die EM 2013 wurde sie dann nicht nominiert und bestritt bis Mai 2014 auch keine Vereinsspiele. Erst im September 2014 kam sie im Rahmen der Qualifikation für die WM 2015 wieder zum Einsatz. Auch am Algarve-Cup 2015 nahm sie teil, wo die Isländerinnen zwar beim torlosen Remis gegen die USA einen Achtungserfolg hatten, aber alle anderen Spiele verloren und das Turnier als Zehnte abschlossen.

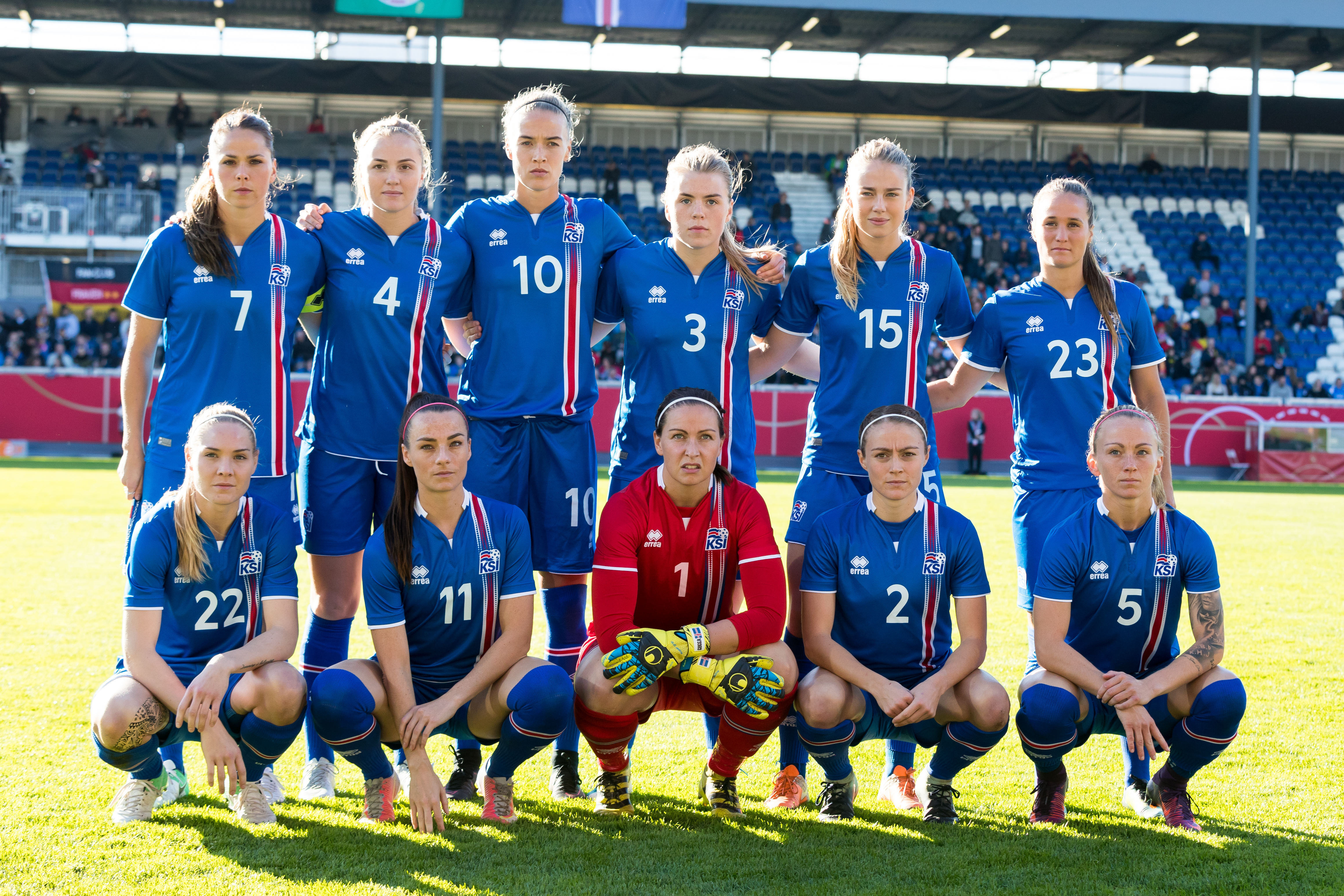
Gunnhildur (vorne rechts, Nr. 5) mit der Nationalmannschaft am 20. Oktober 2017 vor dem ersten Sieg gegen Deutschland

Im ersten Spiel nach dem Turnier gelang ihr am 4. April 2015 beim 2:1 gegen die Niederlande mit ihrem ersten Länderspieltor der zwischenzeitliche Ausgleich. Sie war nun Stammspielerin und wurde in den nächsten 44 Länderspielen der Isländerinnen nur einmal – am 14. Februar 2016 – nicht eingesetzt. So nahm sie auch an der EM 2017 teil, bei der die Isländerinnen aber nach drei Niederlagen nach der Gruppenphase ausschieden. Zwei Monate nach dem EM-Aus gelangen ihr im Qualifikationsspiel für die WM 2019 gegen die Färöer beim 8:0-Sieg erstmals zwei Tore in einem Länderspiel und einen Monat später mit 3:2 erstmals ein Sieg gegen Deutschland. Die WM konnte aber nicht erreicht werden, denn das Rückspiel wurde mit 0:2 verloren und da im letzten Spiel gegen Tschechien nur ein 1:1 erreicht wurde, schieden die Isländerinnen als fünftbeste Gruppenzweite aus.
In der Qualifikation zur EM 2022 kam sie in allen acht Spielen zum Einsatz. Die Isländerinnen wurden Zweite hinter Schweden und konnten sich als zweitbeste Gruppenzweite direkt für die wegen der COVID-19-Pandemie um ein Jahr verschobene EM-Endrunde qualifizieren. In der laufenden Qualifikation für die WM 2023 wurde sie in den ersten sechs Spielen fümnfmal eingesetzt, wobei ihr drei Tore gelangen.
Am 11. Juni 2022 wurde sie für die EM-Endrunde nominiert. Sie war die einzige Spielerin im Kader, die nicht in Europa spielte. Bei der EM wurde sie in den drei Gruppenspiel eingesetzt, die alle 1:1 endeten. Mit diesen drei Remis reichte es nur zum dritten Platz.
Sie stand auch bei den letzten beiden Gruppen-Spielen in der Qualifikation für die WM 2023 in der Startelf, wurde aber jeweils ausgewechselt. Nach einem 6:0-Sieg gegen Belarus kam es am letzten Spieltag in Utrecht zum Finale um den Gruppensieg gegen die Niederlande, wobei den Isländerinnen ein Remis gereicht hätte. Bis zur 3. Minute der Nachspielzeit hielten sie ihr Tor sauber, dann mussten sie das einzige Tor des Spiels hinnehmen, wodurch sich die Niederländerinnen qualifizierten und die Isländerinnen in die Play-offs gegen Portugal mussten. Durch eine 1:4-Niederlage nach Verlängerung verpassten sie endgültig die WM-Endrunde.
Am 7. April 2023 bestritt sie beim Freundschaftsspiel gegen Neuseeland ihr 100. Länderspiel. Am 19. Juli 2023 trat sie aus der Nationalmannschaft zurück.

## Privatleben
Sie ist mit der ehemaligen kanadischen Nationaltorhüterin Erin McLeod verheiratet und wurde im Oktober 2024 Mutter eines Sohnes.

## Erfolge
- Isländische Meisterin 2011
- Isländische Pokalsiegerin 2012
- Isländische Supercupgewinnerin 2012

## Auszeichnungen
- 2011: Spielerin des Jahres der Pepsideild kvenna